# Brigitte Albrecht-Lorétan
Brigitte Albrecht-Lorétan, född den 6 oktober 1970 i Lax i Valais, är en schweizisk före detta längdåkare som tävlade internationellt mellan 1992 och 2002. Hennes största merit är bronsmedaljen i stafett i Salt Lake City 2002.